# Revolver (film, 2005)
Revolver je akční thriller z roku 2005, jehož spoluscenáristou a režisérem je Guy Ritchie a v němž hrají Jason Statham, Ray Liotta, Vincent Pastore a André Benjamin. Film se soustředí na podvodníka toužícího po pomstě, jehož zbraní je univerzální formule, která svému uživateli zaručuje vítězství, je-li použita v jakékoli hře nebo triku.
Jedná se o čtvrtý Ritchieho celovečerní film a třetí, který se soustředí na zločin a profesionální zločince, ale má také silný filozofický a buddhistický morální obsah. Do britských kin byl uveden 22. září 2005. V pokladnách kin si vedl špatně a získal negativní recenze. Přepracovaná verze byla do omezeném počtu amerických kin uvedena 7. prosince 2007.

## Děj
V nejmenovaném městě je Jake Green, gangster a hazardní hráč, propuštěn z vězení po sedmi letech strávených na samotce. Trpí klaustrofobií a úzkostí z uzavřených prostor. Po dvou letech navštíví se svým bratrem Billym kasino patřící gangsterovi Machovi, který ho kdysi poslal na onu osudovou akci. Jake si přijde pro údajný dluh. Podaří se mu Machu ponížit sázkou, což vede k tomu, že na něj Macha pošle nájemné vrahy.
Jake přežije útok jen díky zásahu neznámého muže jménem Zach a jeho partnera Aviho, kteří mu nabídnou ochranu výměnou za všechny jeho peníze a bez otázek. Navíc mu předloží lékařskou zprávu, že má vzácnou krevní chorobu a zemře do tří dnů. Jake zprvu odmítá, ale po potvrzení diagnózy doktorem souhlasí.
Avi a Zach se ukážou jako bývalí sousedé Jakea ze samotky – šachista a podvodník, kteří Jakea naučili tzv. Vzorec – strategii, jak vyhrát každou hru. Jake postupně zjišťuje, že všechno, co se děje, je hra ega, zosobněného v postavě neviditelného Samuela Golda. Společně s Avim a Zachem zničí Machovi obchody, okradou jeho spojence a věnují všechny Machyho peníze na charitu, což Macha nepochopitelně připisuje sobě.
Macha se mezitím stává zoufalým, přijde o vliv a dostává se do sporu s dalšími zločinci. Když je Jake v domě Zach a Aviho obklíčen Machaovými muži a jeden z nich nešťastnou náhodou zemře, což ostatní považují za vraždu a Jakea začnou honit. V paralelní linii je Jakeův bratr Billy unesen a mučen, ale nájemný vrah Sorter, dosud loajální Machaovi, ztratí víru a zachrání dívku, přičemž zabije své kolegy (v některých verzích je sám zabit).
Jake se mezitím setkává se svým egem, přijímá pravdu a vzdává se svého strachu. Když se znovu postaví Machaovi, ten ho ohrožuje pistolí, ale Jake se nebojí. Zatímco Jake s klidem odchází, Macha se psychicky zhroutí – Jake ego překonal, Macha mu podlehl.
(V režisérské verzi zde film končí. V kinové verzi Jake konfrontuje Machu kvůli unesené neteři, ten ji ohrožuje pistolí, ale Jake zůstává klidný. Macha v zoufalství spáchá sebevraždu.)

## Obsazení
- Jason Statham jako Jake Green
- Ray Liotta jako Dorothy Macha
- Vincent Pastore jako Zach
- André Benjamin jako Avi
- Mark Strong jako Sorter
- Tom Wu jako Lord John
- Terence Maynard jako French Paul (uveden jako Terrence Maynard)
- Andrew Howard jako Billy
- Francesca Annis jako Lily Walker
- Anjela Lauren Smith jako Doreen
- Elana Binysh jako Rachel